# Marcus Juventius Thalna
Marcus Juventius Thalna was samen met Tiberius Sempronius Gracchus consul in 163 v.Chr.
Hij was de eerste uit deze familie die het tot die waardigheid bracht, nadat hij reeds in 170 v.Chr. tribunus plebis was geweest. Als consul onderwierp hij het eiland Corsica en stierf op het ogenblik dat hem de schriftelijke dankzegging van de senaat daarvoor werd overhandigd.

## Referentie
- art. Juventii (4), in F. Lübker - trad. ed. J.D. Van Hoëvell, Classisch Woordenboek van Kunsten en Wetenschappen, Rotterdam, 1857, p. 505.